# 순목황후
순목황후(順穆皇后, ?~830년)는 발해의 제9대 간왕의 황후이다. 중국 지린성 허룽시 룽하이촌에 있는 룽터우산 고분군에서 묘지명이 발굴되었다.

## 생애
발해 간왕의 황후이며 성은 태씨이다. 황후의 재위 기간은 817년부터 818년까지 1년 남짓에 불과하였지만 간왕 사후 12년을 더 살았으며 선왕 때인 건흥 12년(830년) 사망하였고 같은 해 7월 15일에 지금의 무덤에 안장되었다.
남편인 간왕을 마지막으로 대조영의 직계 후손이 끊기고 대야발의 후손인 선왕이 즉위한 점으로 미루어 간왕과의 사이에서 후계를 이을 왕자가 없었을 것으로 추측된다.

## 무덤 발굴
2004년 혹은 2005년 경 중국 지린성 연변 조선족 자치주와 허룽시에 걸쳐 있는 룽터우산 고분군에서 문왕의 부인인 효의황후(孝懿皇后)와 간왕의 부인인 순목황후의 능이 발굴되었다. 룽터우산 고분군에서는 앞서 문왕의 딸인 정효공주묘가 발굴된 곳이다. 무덤의 비문을 통해 지금껏 알려지지 않았던 발해 간왕의 황후의 시호 '순목(順穆)'과 그녀의 성씨가 '태씨(泰氏)' 임이 밝혀졌으며 선왕의 연호인 '건흥(建興)'이 금석문에 등장하였다.

순목황후의 무덤은 대형 돌방무덤의 형태이며 고분군 중 M3으로 분류되었다. 묘지석은 홍갈색의 사암이며 너비는 34.5cm, 높이 55cm, 두께는 13cm이다. 세로 9행에 141자가 새겨져 있으며 현재 중국 당국이 비문의 전문을 공개하지 않고 있다. 발굴 조사를 실시한 중국 사회과학원 고고연구소가 2009년 발행한 학술지 고고(考古)의 내용에
渤海國順穆皇后卽簡王皇后泰氏也 (발해국의 순목황후는 곧 간왕의 황후 태씨이다) 
建興十二年七月十五日遷安▨陵禮也 (건흥 12년 7월 15일 ▨릉에 안장하니 예를 따른 것이다)
라는 부분을 통해 무덤 발굴의 사실이 뒤늦게 우리나라에 알려졌다.

## 가족 관계
- 남편 : 간왕(簡王, ? ~ 818년, 재위 : 817년~818년)

## 기타
- 발해
- 효의황후
- 정효공주묘
- 정혜공주묘